# Gilberto Pereira Lopes

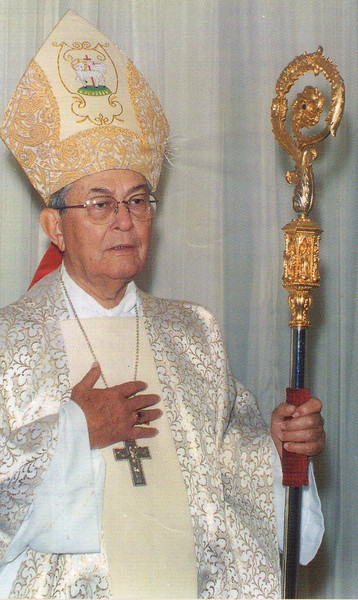
Erzbischof Gilberto Pereira Lopes (2010)

Gilberto Pereira Lopes (* 14. Februar  1927 in Santaluz, Brasilien) ist ein brasilianischer Geistlicher und römisch-katholischer Alterzbischof von Campinas.

## Leben

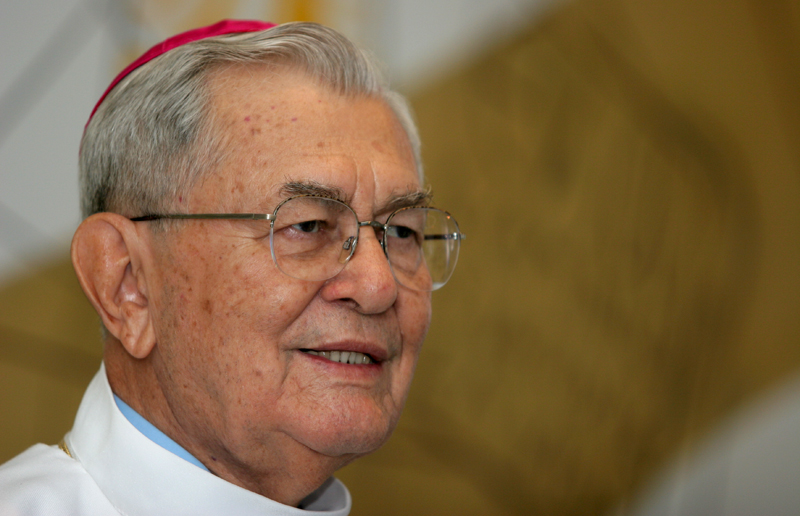
Dom Gilberto Pereira Lopes (2010)

Gilberto Pereira Lopes empfing am 14. Dezember 1949 die Priesterweihe.
Papst Paul VI. ernannte ihn am 3. November 1966 zum ersten Bischof des neuerrichteten Bistums Ipameri. Der Apostolische Nuntius in Brasilien, Erzbischof Sebastiano Baggio, spendete ihm am 3. November desselben Jahres die Bischofsweihe; Mitkonsekratoren waren Fernando Gomes dos Santos, Erzbischof von Goiânia, und David Picão, Bischof von Santos.
Am 19. Dezember 1975 wurde er zum Koadjutorerzbischof von Campinas und Titularerzbischof Pro hac vice von Aurusuliana. Mit der Emeritierung Pierre-Jean Trân Xuân Haps am 10. Februar 1982 folgte er ihm als Erzbischof von Campinas nach. Am 2. Juni 2004 nahm Papst Johannes Paul II. seinen altersbedingten Rücktritt an.